# Craig Foster
Craig Andrew Foster (Lismore, Australia, 15 de abril de 1969) es exfutbolista australiano. Jugó de volante y su primer equipo fue el Sydney United.

## Biografía
Jugando como centrocampista, Craig debutó en el Sydney United antes de jugar en el Sunshine George Cross FC de Victoria. Más tarde volvió a Sydney para jugar en el Bonnyrigg White Eagles. En 1992 se fue al Earnest Boral de Hong Kong. También jugó para Adelaide City y Marconi Stallions en la National Soccer League antes de trasladarse a Inglaterra con 28 años de edad. En Inglaterra se le vio jugar con Portsmouth FC, antes de ser transferido como agente libre al Crystal Palace FC, donde jugó desde 1998 al 2000.
Foster también ganó 29 partidos con la Australia, marcando 9 goles y representó Australia sub 16 en la Copa Mundial de Fútbol Sub-16 en 1985 en la China alcanzando los cuartos de final del torneo. 

## Carrera después del fútbol
Después de su retiro, Adoptivo se hizo el analista de fútbol principal para la cobertura (el reportaje) de fútbol de los SB, y es recordado para su comentario apasionado durante el Calificador de Copa Mundial en el noviembre de 2005 contra Uruguay, donde él abiertamente celebró el objetivo de caza de focas de John Aloisi en el desempate a penaltis de pena. Los momentos como éstos han conducido a acusaciones que influyen en él comentando partidos australianos. [la cita necesitó la cuenta Él, junto con el presentador SBS del mismo tipo Andrew Orsatti, era crítico del antiguo entrenador australiano Frank Farina que guardó su trabajo durante siete años a pesar de un poco de éxito en interciudadanos competitivos. La postura de Foster fue justificada cuando Farina fue despedido e Hiddink tomó Australia a la Ronda de 16 etapa en la Copa Mundial de Fútbol de 2006 en Alemania.
Durante partidos de la Australia, proporciona comentarios especiales durante el juego y resiste a la tradición SBS reciente de tener un hombre solo en la caja de comentario acompañando al comentarista de partido con su análisis.
El 12 de noviembre de 2006 estuvo otra vez implicado en la controversia con un gerente australiano. Esta vez esto era un argumento en aire con el entrenador juvenil nacional Ange Postecoglou en el SBS'S el Programa concurso Mundial. Ange culpado adoptivo para el fracaso del equipo juvenil de tener derecho a los dos torneos pasados desde ser instalado en el AFC en enero. Ange sostuvo que no sabía lo que él hablaba de cuando él no estaba en los juegos y no había sido a ninguna de las sesiones de formación. Entonces recomendado a Ange que él acepta la responsabilidad de la interpretación pobre del equipo juvenil australiano, y que él también dimite como el entrenador juvenil nacional, al cual Ange declaró que él no dimitiría, y que él guardará su posición a menos que los FFA decidan despedirle.

### Selección nacional
Ha sido internacional con la Selección de fútbol de Australia, ha jugado 29 partidos internacionales y ha anotado 9 goles.

## Participaciones en Copas del Mundo
| Mundial                               | Sede  | Resultado   |
| ------------------------------------- | ----- | ----------- |
| Copa Mundial de Fútbol Sub-17 de 1985 | China | 4º de final |

## Clubes
| Club                     | País                  | Año       |
| ------------------------ | --------------------- | --------- |
| Sydney United            | Bandera de Australia  | 1989      |
| Sunshine George Cross FC | Bandera de Australia  | 1989-1990 |
| Bonnyrigg White Eagles   | Bandera de Australia  | 1991      |
| Earnest Boral            | Bandera de Hong Kong  | 1992      |
| Adelaide City            | Bandera de Australia  | 1995-1996 |
| Marconi Stallions        | Bandera de Australia  | 1996-1997 |
| Portsmouth FC            | Bandera de Inglaterra | 1997-1998 |
| Crystal Palace FC        | Bandera de Inglaterra | 1998-2000 |
| Northern Spirit FC       | Bandera de Australia  | 2000-2003 |

- Datos: Q925302